# Teognost d'Alexandria (escriptor romà d'Orient)
Teognost (en llatí Theognostus, en grec Θεόγνωστος) fou un escriptor i gramàtic romà d'Orient nascut a Alexandria que va viure al començament del segle ix.
Fou autor d'una obra sobre prosòdia que es conserva en manuscrit, dirigida a l'emperador Lleó V l'Armeni. També va escriure una història sobre el regnat de l'emperador Miquel el Tartamut, el successor de Lleó.